# 田山寛豪
田山 寛豪（たやま ひろかつ、1981年11月12日 - ）は、茨城県出身の元トライアスロン選手。 日本トライアスロン連合元強化指定選手。

## 経歴
茨城県立大洗高校、流通経済大学社会学部を卒業した。
2004年のアテネオリンピック代表に選出され、13位となった。2007年12月2日、日本人として初めてトライアスロンのワールドカップで勝利をあげる。しかし2008年4月20日、創立当初の目標である「世界で戦える選手の育成」を達成したため、チームテイケイは廃部となり、母校である流通経済大学の職員として新しいスタートを切ることとなった。同年の北京オリンピックに2度目の出場を果たし、48位に終わった。
2010年からは、茨城から西東京市に拠点を移し、2012年ロンドンオリンピックでのメダル獲得に向け、井出樹里などが所属するチームケンズと共に練習を続けた。3度目のオリンピック出場となったロンドンオリンピックでは20位となった。
2013年、元選手の大松沙央里と結婚した。
2016年に開催されたリオデジャネイロオリンピックを最後に国際大会から引退した。2017年10月の日本選手権を最後に現役を引退した。